# 魏牟
魏 牟（ぎ ぼう、紀元前3世紀中ごろ）は、中国戦国時代の魏の公子。道家の思想家。旧中山国領に封ぜられた。公子牟、中山公子牟とも呼ばれる。
書物として『公子牟』四篇の存在が『漢書』芸文志に記録されているが現存しない。『荀子』非十二子篇では思想家の它囂と並称して非難される。『漢書』『荀子』それぞれに、その道家的思想が略述される。
名家の公孫龍との交流が『荘子』秋水篇と『列子』仲尼篇に伝えられる。『荘子』秋水篇では、魏牟が公孫龍に荘周の思想について教えを請われている。一方『列子』仲尼篇では、魏牟が楽正子輿の公孫龍批判に反論し、「白馬非馬」などの学説を論拠を以て弁護している。同箇所では、魏牟は政治への関心が薄かったこと、公孫龍の門人だったことも伝えられる。『文心雕龍』諸子篇でも公孫龍と合わせて言及される。
『呂氏春秋』審為篇には、思想家の詹何（詹子）との道家的な対話が伝えられる。『荘子』譲王篇や『淮南子』 道応訓には、同様の対話が讃語を添えて伝えられる。
『戦国策』趙策に数度登場し、秦の范雎に「贅沢は身を滅ぼす」と教えたこと（平原君の口を通じて語られる）や、孝成王に建信君の重用を戒めたことが伝えられる。これらから紀元前3世紀中ごろに活動したと考えられる。そのほか、『説苑』敬慎篇には魏冄との交流が伝えられる。